# 交響曲第2番 (シベリウス)
シベリウスの交響曲第2番 ニ長調 作品43は、1901年に完成した交響曲。シベリウスの7曲（『クレルヴォ交響曲』を含めると8曲）の交響曲中、最もポピュラーな作品である。

## 作曲の経緯
この作品について最も早い時期のスケッチは、交響曲第1番の初演が大成功に終わった2ヶ月後の1899年6月に書かれたフィナーレの主題であるが、この主題はしばらく放置された。1901年2月から3月にかけて、アクセル・カルペラン男爵の尽力でシベリウスは家族を連れてイタリアへ長期滞在の旅に出た。ジェノヴァ郊外のリゾート、ラパッロに住まいと作業小屋を借りシベリウスはこの作品の作曲を進めた。厳寒のフィンランドに比べ温暖なこの国を彼は「魔法がかかった国」と評し、スケッチの筆は急速に進んだ。また、この国の様々な伝説や芸術作品も彼の創造力を刺激した。第2楽章の楽想はフィレンツェでの印象やドン・ジョヴァンニ伝説にインスピレーションを得たと言われる。また、ローマ滞在中にパレストリーナの音楽に多く触れ、その対位法技法から多くを学んだ。しかし、シベリウスはこの作品をイタリア滞在中に完成させることはできず、フィンランドに戻ってからも筆を入れており、1901年11月にカルペラン男爵宛に完成が近いと知らせている。この時点で一旦完成とした後、年末に再び大幅な改訂を行った。

## 作品の概要

### 初演
初演は、1902年3月8日ヘルシンキで作曲者自ら指揮を執り行われた。この初演は、直ちに追加公演が行われたほどの大成功であった。

### 出版
1903年 ブライトコプフ・ウント・ヘルテル社

### 献呈
アクセル・カルペラン男爵

## 楽器編成
フルート2、オーボエ2、クラリネット2、ファゴット2、ホルン4、トランペット3、トロンボーン3、テューバ、ティンパニ、弦五部

## 作品の内容
第3楽章と第4楽章は休みなく演奏するよう指定されている。重厚な緩徐楽章の後、スケルツォの荒々しい響きが牧歌的なトリオを経由して壮麗なフィナーレへと切れ目なく続いて行くこの作品を、フィンランドの指揮者ロベルト・カヤヌスがロシアの圧政に対するフィンランド人の独立への気概を代弁したと解釈したため、現在でもそのように受け止められるきらいがあるが、作曲者自身はこの作品には政治的意図も標題的な意味もないと語っている。第3楽章と第4楽章を休みなく演奏するアイデアは交響曲第3番では両者を統一するアイデアに発展し、最後の交響曲第7番で交響曲全体を単一の楽章に統合するプランの嚆矢をなす試みである。
第1楽章 Allegretto
ニ長調 6/4拍子、ソナタ形式。第1主題は弦楽器の葉ずれのようなざわめきを背景に木管楽器で奏でられる印象的な歌にホルンが応答する。また冒頭では、小節線の位置がシベリウスの初稿の自筆譜と異なっている（これは6/4拍子での強拍と弱拍の事情を加味したからである）。拍子が2/2に変わると幻想風のエレジーを弦楽器が奏でる。その後6/4拍子に戻ってピッツィカートに転じたりしながら盛り上がったところで木管楽器が第2主題を提示する。第2主題の提示は短く、直ぐに冒頭の葉ずれのようなざわめきが弦に戻って提示部を閉じる。
展開部は第2主題で開始され第1主題の動機を基盤に発展する。その頂点で第2主題によるクライマックスが築かれる。すると幻想風のエレジーの旋律が金管でファンファーレ風に演奏される。
ホルンに先導されて第1主題が再現される。再現部は型どおりだが、幻想風のエレジーの旋律は再現されない。第2主題は提示部と比べると大きめに膨らむ。コーダは提示部と同じように序奏の動機を奏でながら遠ざかり、穏やかな和音で曲を閉じる。
演奏時間は9分～11分程度。
第2楽章 Tempo andante, ma rubato - Andante sostenuto
ニ短調 4/4拍子、シベリウスがよく使用したA－B－A－B－コーダの構成。冒頭のティンパニの連打に促されてコントラバス、ついでチェロにかけてピッツィカート音型が続いてゆくとファゴットにより提示される第1主題はドン・ジョヴァンニ伝説から着想されたと言われる幻想的なもの。経過句を交えながら高揚して頂点に達してから、金管がコラール風に締めくくる。曲はアンダンテ・ソステヌートに転じて、ヴァイオリンで提示される安らかな第2主題は、フィレンツェでインスピレーションを受けたキリストのイメージといわれている。ティンパニのロールによるデクレシェンドで静まり、ヴァイオリン・ヴィオラによる穏やかな分散和音で導かれて、第1主題が再現される。今度はトランペットとフルートによる応答で、やはり金管で高揚する。続く第2主題の再現はヴィオラとクラリネットにより淋しく奏でられて始まるが、こちらも金管を交えて幻想的に発展する。コーダは木管による不気味なトリルや金管の厳しい響きが印象的で、荘厳のうちにこの楽章を2つのピッツィカートで結ぶ。
演奏時間は12分～18分程度。
第3楽章 Vivacissimo - Trio. Lento e suave - attacca
変ロ長調 6/8拍子、第2楽章同様のA－B－A－B－コーダの構成。弦の急速な動きからなる荒々しいスケルツォに対してレント・エ・ソアーヴェ（ゆっくり、しなやかに）と指定されたトリオ部分はのどかでしみじみとした牧歌的雰囲気でオーボエによって歌われる。この雰囲気はスケルツォが再帰して荒々しく打ち破られるが、その際に一瞬だけ第4楽章の第1主題の動機も顔を出す。その後再びトリオに戻り、1回目同様に主題がオーボエにより再現される。その応答に独奏チェロに始まる弦楽器が加わり、これが徐々に盛り上がった頂点で第4楽章に休みなく突入する。
演奏時間は6分前後。
第4楽章 Finale. Allegro moderato - Moderato assai - Molto largamente
ニ長調 3/2拍子、ソナタ形式。弦楽器の力強いモチーフにトランペットが勇壮に応える第1主題で開始される。これが壮麗に盛り上がった後、木管による経過句が徐々に静かになり、低弦がうごめくような音型で伴奏する中、木管楽器が第2主題を互いに呼び交わして行く。これが発展して、金管による頂点を作ると、ピッツィカートによる短い小結尾をへて、モデラート・アッサイの展開部へ入る。第1主題のモチーフの変形から始まり第2主題も巻き込みながら次第に高揚してゆき、やはり同様に第1主題の再現に入る。第1主題はほぼ型どおりの再現である。第2主題部は提示部に比べて遥かに長大で大きなクライマックスを形成する。終結部ではオーボエ、トランペットやトロンボーンが朗々と第1主題による讃歌を奏で、全曲の幕を閉じる。
演奏時間は12.5分～16分程度。

## 参考図書
- 『作曲家別名曲解説ライブラリー18 北欧の巨匠』（1994年 音楽之友社）ISBN 4276010586
- Kleine Partitur　シベリウス 交響曲第2番ニ長調 解説 青島広志 日本楽譜出版社 ISBN 978-4-86060-300-7